# Jornal Sporting
O Jornal Sporting é o jornal do Sporting Clube de Portugal, que se encontra nas bancas semanalmente. O seu primeiro número saiu a 31 de março de 1922.
O Sporting tornou-se pioneiro na chamada imprensa clubista, uma vez que foi o primeiro clube nacional a editar um órgão impresso privativo.

## História
A história do seu aparecimento conta-se num breve parágrafo: no dia seguinte a uma clara vitória dos leões, a imprensa generalista e desportiva depreciaram o feito, o que aconteceu pela primeira vez. Assim sendo, e nessa mesma noite, no Café Martinho (então local de tertúlia leonina) reinava a revolta, facto que levou José Serrano e Mendes Leal desde logo a anunciar a intenção de editar um jornal. Consultado Júlio de Araújo, este manifestou a opinião de que em vez de um jornal seria melhor editar um boletim de circulação interna que orientasse os Sócios de forma a facilitar os empreendimentos das Direcções, que lhes transmitisse entusiasmo e os encaminhasse para uma firme, necessária, ponderada e categórica defesa dos interesses do Clube.
A ideia foi aceite e em 31 de Março de 1922 foi publicado o primeiro número do Boletim Sporting, sob a direcção de José Serrano. "Razão de Ser" foi o primeiro artigo, um texto de apresentação no qual se fixavam e divulgavam as normas que orientariam a recente publicação leonina. A mesma nasceu com periodicidade quinzenal com oito páginas no formato 20x28cm. Além da tiragem comum, cuja distribuição se fazia mediante pagamento facultativo de dois escudos por semestre, havia uma outra de luxo, em papel couché, que os assinantes pagavam oito escudos por semestre.
Em maio de 1952, altura em que o Boletim Sporting era dirigido por Artur da Cunha Rosa, o mesmo adoptou a designação que ainda hoje vigora: Jornal Sporting.
Para além de ser a publicação desportiva que há mais tempo está nas bancas em Portugal e o jornal de clube mais antigo da Europa, o Jornal Sporting assume-se como o meio de comunicação indispensável e insubstituível para todos os Sportinguistas.